# Liste des évêques de Zamora
Pour un article plus général, voir Diocèse de Zamora.

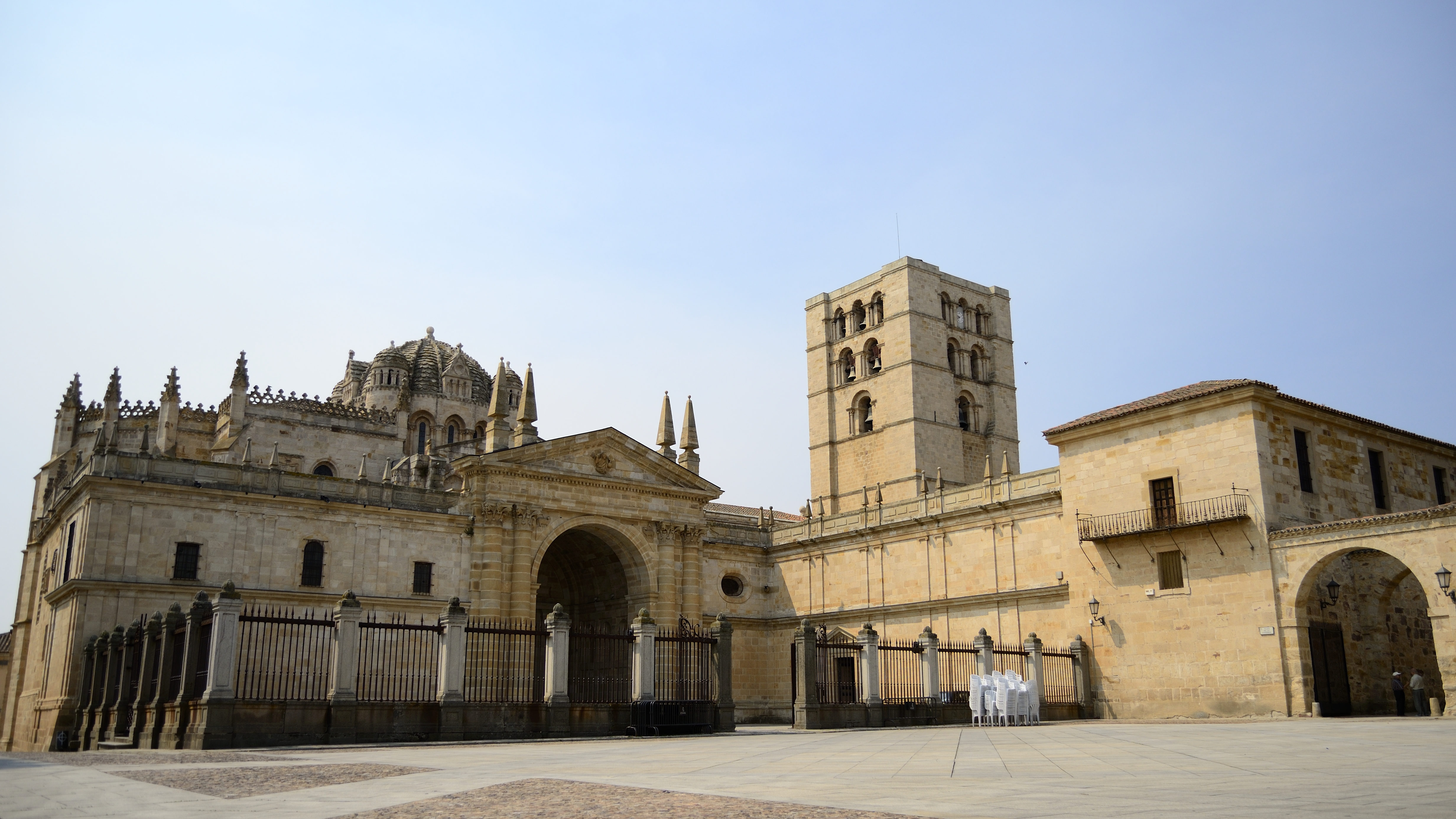
La cathédrale du Sauveur de Zamora.

La liste des évêques de Zamora recense les noms des évêques qui se sont succédé à la tête du diocèse de Zamora, en Espagne, depuis sa fondation au Xe siècle.

## Évêques de Zamora
- 900-c.919 : San Atilano
- . siglo X .. : Juan I
- . ? .. - 953 : Dulcidio
- 954 - 968 : Domingo
- 970 - 984 : Juan II
- 985-c.989 : Salomón

ca. 989-1121 : Siège supprimé.
- 1121-1149 : Bernardo de Perigord
- 1150-1174 : Esteban
- 1175-1180 : Guillermo
- . . ca. 1191 : Martín Arias
- c.1217-1238 Martín Rodríguez
- 1239-1254 : Pedro
- 1255-1286 : Suero Pérez
- . . . . .1293 : Alfonso
- . . ca. 1300 : Pedro
- 1303-1310 : Gonzalo Rodríguez Osorio
- . . . . .1311 : Diego
- 1326-1335 : Rodrigo
- 1341-1343 : Pedro
- . . . . .1355 : Alfonso Fernández de Valence
- . . . . .1363 : Martín
- . . . . .1377 : Alvaro
- . . . . ? . . . . : Fernando
- . . . . .1383 : Alfonso
- 1386-1395 : Alfonso de Cordoue
- 1395-1403 : Juan III
- 1403-1413 : Alfonso de Illescas
- 1413-1424 : Diego Gómez de Fuensalida
- 1425-1438 : Pedro
- 1440-1465 : Juan de Mella
- 1465-1467 : Rodrigo Sánchez de Arévalo
- 1467 : Juan Carvajal, administrateur apostolique
- 1468-1493 : Juan de Meneses
- 1494 : Diego de Deza
- 1494-1506 : Diego Meléndez de Valdés
- 1507-1526 : Antonio de Acuña
- 1527-1534 : Francisco de Mendoza
- 1534-1546 : Pedro Manuel
- 1546-1560 : Antonio del Águila y Paz
- 1561-1564 : Álvaro de Moscoso
- 1565-1574 : Juan Manuel
- 1574-1578 : Rodrigo de Castro Osorio
- 1578-1583 : Diego de Simancas
- 1584-1595 : Juan Ruiz de Agüero
- 1597-1608 : Fernando Suárez de Figueroa
- 1610-1615 : Pedro Ponce de León
- 1615-1621 : Juan Zapata Osorio
- 1622-1624 : Juan Martínez de Peralta
- 1624 : Plácido de Tosantos
- 1625-1627 : Juan Roco Campofrio
- 1627-1631 : Juan Pérez de la Serna
- 1634-1637 : Diego de Zúñiga y Sotomayor
- 1638 : Juan de la Torre Ayala
- 1639-1652 : Juan Coello de Ribera y Sandoval
- 1653-1658 : Antonio Payno Osorio
- 1658 : Alfonso de Liaño y Buelma
- 1659-1660 : Alfonso San Vítores de la Portilla
- 1660-1661 : Diego García de Trasmiera
- 1661-1662 : Pedro Gálvez López Torrubiano
- 1663-1666 : Lorenzo de Sotomayor
- 1667-1668 : Antonio Castañón
- 1668-1671 : Dionisio Pérez de Escobosa
- 1671-1679 : Juan Astorga de Castillo
- 1679-1684 : Alfonso de Balmaseda
- 1685-1693 : Antonio de Vergara
- 1693-1703 : Fernando Manuel de Mejia
- 1703-1720 : Francisco Zapata Vera y Morales
- 1720-1727 : Juan Gabriel Zapata
- 1728-1739 : Jacinto de Arana y Cuesta
- 1739 : Cayetano Benítez de Lugo
- 1739-1752 : Onésimo de Salamanca y Zaldívar
- 1752-1753 : Jaime de Cortada y Bru
- 1753-1754 : José Gómez
- 1755-1766 : Isidro Alonso Cavanillas
- 1767-1776 : Antonio Jorge Galván
- 1777-1785 : Manuel Ferrer y Figueredo
- 1785-1786 : Ángel Molinos
- 1787-1793 : Antonio Piñuela Alonso
- 1794-1803 : Ramón Falcón y Salcedo
- 1804-1810 : Joaquín Carrillo Mayoral
- 1814-1824 : Pedro Inguanzo y Rivero
- 1824-1834 : Tomás de la Iglesia y España

- 1834-1848 : Siège vacant.

- 1848-1850 : Miguel José de Irigoyen
- 1851-1862 : Rafael Alonso
- 1863-1880 : Bernardo Conde y Corral
- 1880-1892 : Tomás Belesta y Cambeses
- 1893-1914 : Luis Felipe Ortiz y Gutiérrez
- 1914-1927 : Antonio Álvaro Ballano
- 1929-1938 : Manuel Arce y Ochotorena

- 1938-1944 : Manuel Arce y Ochotorena, administrateur apostolique
- 1944-1950 : Jaime Font y Andreu
- 1951-1970 : Eduardo Martínez González
- 1971-1973 : Ramón Buxarrais Ventura
- 1976-1991 : Eduardo Poveda Rodríguez
- 1991-2000 : Juan María Uriarte Goiricelaya
- 2001-2006 : Casimiro López Llorente
- 2006-† 2019 : Gregorio Martínez Sacristán
- 2020-  : Fernando Valera Sánchez (es)

## Source
- (en) Fiche du diocèse sur Catholic-Hierarchy